# Pagny-sur-Moselle
Pour les articles homonymes, voir Pagny et Moselle.
Pagny-sur-Moselle est une commune française située dans le département de Meurthe-et-Moselle, en région Grand Est.

## Géographie
- Grotte du Trou des Fées.
- Le G.R. no 5 et la véloroute du Téméraire traversent la commune.

Située dans la vallée de la Moselle, la commune de Pagny-sur-Moselle a été un village frontière avec l'Allemagne de 1871 à 1918. Comme ailleurs dans la vallée, de nombreuses exploitations de sables et de graviers ont laissé un paysage lacustre partiellement classé espace naturel sensible par le département de Meurthe-et-Moselle.
La forme traditionnelle de village-rue est aujourd'hui très largement développée vers les coteaux, par le biais des différentes extensions pavillonnaires que la commune abrite. Celle-ci a également connu un fort développement à partir de la fin du XIXe siècle, dû aux développements industriels (chemin de fer, Carbone Lorraine devenu Mersen, etc.) encore remarquable par la présence de nombreuses cités ouvrières à l'entrée sud de la ville.
Aujourd'hui, la SNCF a encore une forte implantation locale renforcée par la présence du bâtiment de commande centralisée, mis en service le 5 avril 2015. Plus de 250 emplois ont ainsi été générés, pour gérer de façon automatisée et à distance les aiguillages de la ligne Nancy – Metz notamment. Il est voisin du poste de commande à distance du TGV Est-européen, qui traverse la commune. Pagny-sur-Moselle est également limitrophe de la commune de Vandières, où une gare d'interconnexion TGV et TER pourrait être implantée.
| Onville | Bayonville-sur-Mad | Arnaville      |
|         | Pagny-sur-Moselle  | Arry (Moselle) |
| Prény   | Vandières          | Vittonville    |

### Hydrographie
La commune est dans le bassin versant du Rhin au sein du bassin Rhin-Meuse. Elle est drainée par la Moselle, la Moselle canalisée, le ruisseau de Beaume-Haie et le ruisseau de Moulon,.
La Moselle, d'une longueur totale de 560 kilomètres dont 314 kilomètres en France, prend sa source dans le massif des Vosges au col de Bussang et se jette dans le Rhin à Coblence en Allemagne. 
la Moselle canalisée est un canal, chenal non navigable de 135 km qui relie la commune de Dieulouardà celle de Kœnigsmacker où il se jette dans la Moselle. 

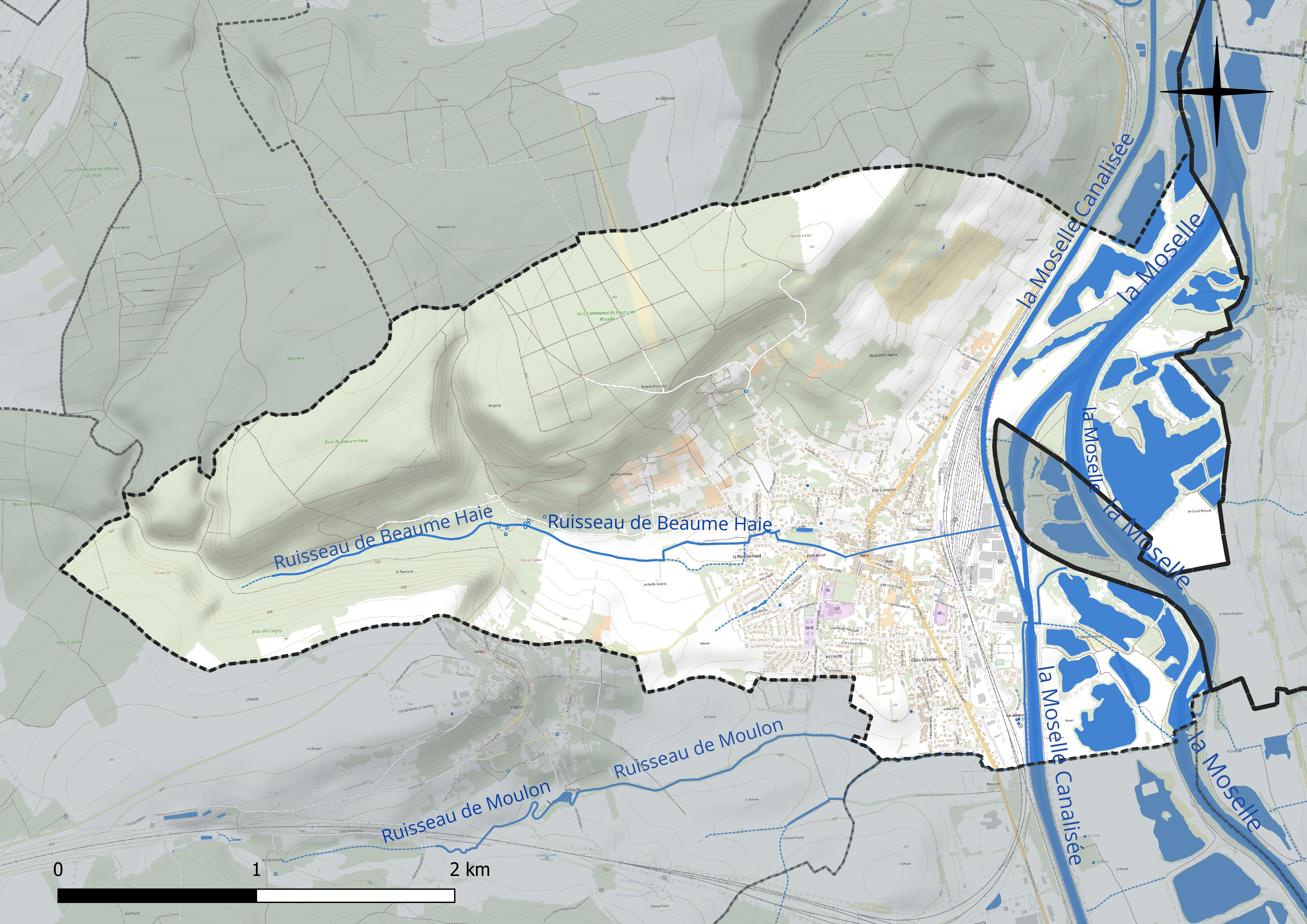
Réseau hydrographique de Pagny-sur-Moselle.

### Climat
Pour des articles plus généraux, voir Climat du Grand Est et Climat de Meurthe-et-Moselle.
En 2010, le climat de la commune est de type climat océanique dégradé des plaines du Centre et du Nord, selon une étude du Centre national de la recherche scientifique s'appuyant sur une série de données couvrant la période 1971-2000. En 2020, Météo-France publie une typologie des climats de la France métropolitaine dans laquelle la commune est exposée à un climat semi-continental et est dans la région climatique  Lorraine, plateau de Langres, Morvan, caractérisée par un hiver rude (1,5 °C), des vents modérés et des brouillards fréquents en automne et hiver. 
Pour la période 1971-2000, la température annuelle moyenne est de 9,7 °C, avec une amplitude thermique annuelle de 16,3 °C. Le cumul annuel moyen de précipitations est de 788 mm, avec 12,1 jours de précipitations en janvier et 9,1 jours en juillet. Pour la période 1991-2020, la température moyenne annuelle observée sur la station météorologique de Météo-France la plus proche, « Doncourt-lès-Conflans », sur la commune de Doncourt-lès-Conflans à 19 km à vol d'oiseau, est de 10,7 °C et le cumul annuel moyen de précipitations est de 710,3 mm. 
La température maximale relevée sur cette station est de 40,9 °C, atteinte le 25 juillet 2019 ; la température minimale est de −16,5 °C, atteinte le 26 décembre 2010,,. 
Les paramètres climatiques de la commune ont été estimés pour le milieu du siècle (2041-2070) selon différents scénarios d'émission de gaz à effet de serre à partir des nouvelles projections climatiques de référence DRIAS-2020. Ils sont consultables sur un site dédié publié par Météo-France en novembre 2022.

## Urbanisme

### Typologie
Au 1er janvier 2024, Pagny-sur-Moselle est catégorisée bourg rural, selon la nouvelle grille communale de densité à sept niveaux définie par l'Insee en 2022.
Elle appartient à l'unité urbaine de Pagny-sur-Moselle, une unité urbaine monocommunale constituant une ville isolée,. Par ailleurs la commune fait partie de l'aire d'attraction de Metz, dont elle est une commune de la couronne,. Cette aire, qui regroupe 245 communes, est catégorisée dans les aires de 200 000 à moins de 700 000 habitants,.

### Occupation des sols
L'occupation des sols de la commune, telle qu'elle ressort de la base de données européenne d’occupation biophysique des sols Corine Land Cover (CLC), est marquée par l'importance des forêts et milieux semi-naturels (39,6 % en 2018), une proportion identique à celle de 1990 (39,6 %). La répartition détaillée en 2018 est la suivante : forêts (39,3 %), zones urbanisées (16,3 %), eaux continentales (14 %), terres arables (9,4 %), prairies (7,8 %), cultures permanentes (6,2 %), zones industrielles ou commerciales et réseaux de communication (3,2 %), zones humides intérieures (2,5 %), zones agricoles hétérogènes (1 %), milieux à végétation arbustive et/ou herbacée (0,3 %). L'évolution de l’occupation des sols de la commune et de ses infrastructures peut être observée sur les différentes représentations cartographiques du territoire : la carte de Cassini (XVIIIe siècle), la carte d'état-major (1820-1866) et les cartes ou photos aériennes de l'IGN pour la période actuelle (1950 à aujourd'hui).

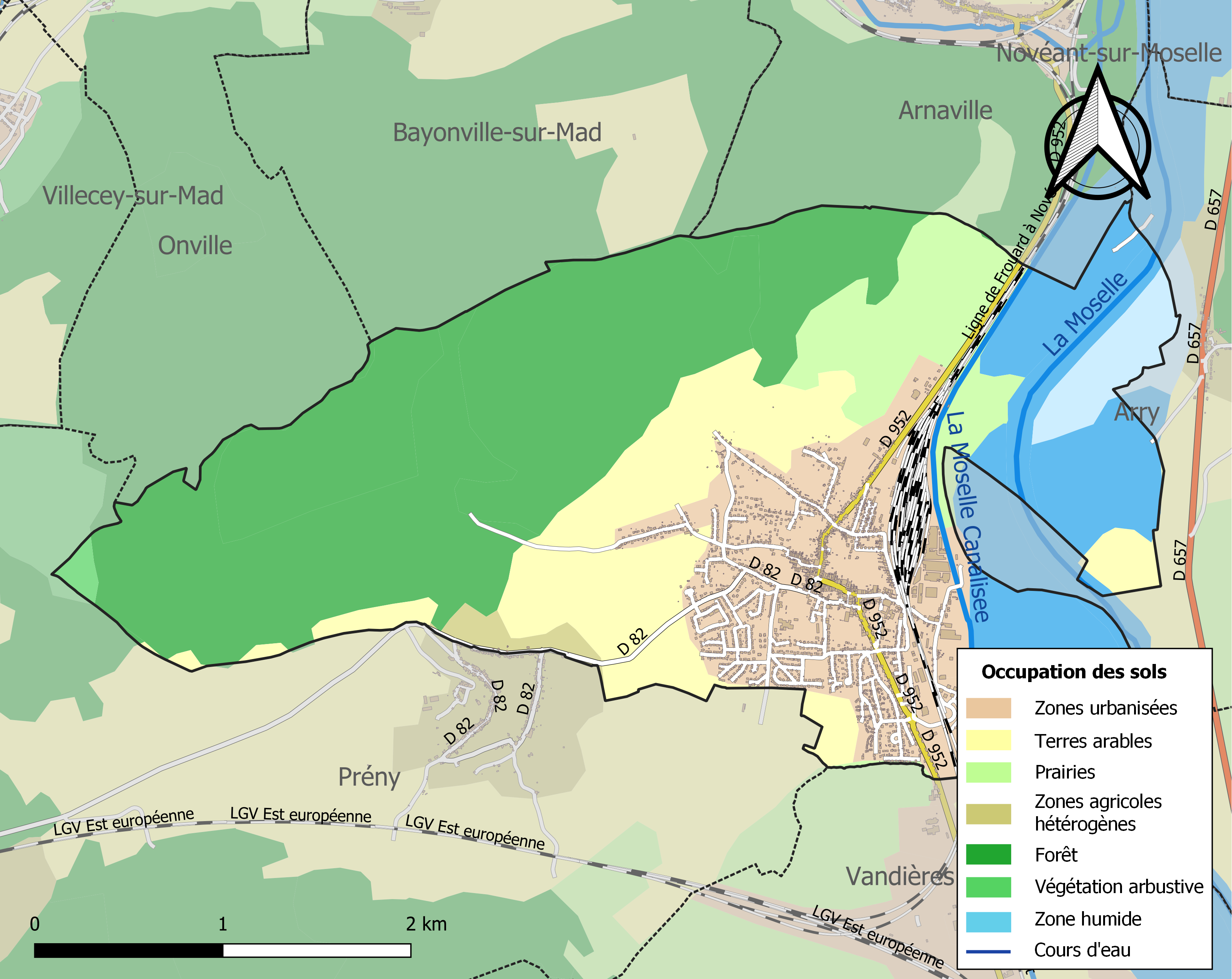
Carte des infrastructures et de l'occupation des sols de la commune en 2018 (CLC).

## Toponymie
Le nom de la localité est attesté sous les formes Paterniacum (932) ; Parnei (1115-1139) ; Curia montis Parney (1142) ; Pargnei desous Prignei (1267) ; La sentainne de Pargney (1329) ; Paigney (1368) ; Pargneyum subtus Parneyum (1402) ; Paignei (1477) ; Pargny (1600) ; Pagny-soubz-Prény (1633) ; Pagny-sous-Prény.

La  Moselle Musel en luxembourgeois, Mosel en allemand est une rivière du nord-est de la France, du Luxembourg et de l'ouest de l'Allemagne, affluent en rive gauche du Rhin. Elle donne son nom à deux départements français : la Moselle et la Meurthe-et-Moselle.

## Histoire
- Présences protohistorique, gallo-romaine et franque.
- Première mention de Paterniaco en 885 (Source: MGH DD Karoli III, no. 124). Manuel Bazaille, dans son article "De Paterniacum à Pagny-sur-Moselle", paru en septembre 2002 dans la revue "Nos Villages lorrains", a donné l'explication de l'origine du plus ancien nom connu de Pagny : Si l'on enlève la terminaison latine iacum qui se traduit par « appartient à », il subsiste patern qui fait penser au nom latin Paternus, très courant à l'époque romaine, peut-être le patronyme du fondateur de la villa située à l'emplacement de l'actuel cimetière sur la route d'Arnaville.
- Son précédent nom était Pagny-sous-Preny. En 1632, le noble sieur Richard accordait dans son testament le don de six hottes de vins devant être prélevées sur ses vignes à la communauté villageoise de Pagny. Ce vin devait être distribué tous les vendredis lors d'une messe prononcée en sa mémoire et celle de ses parents trépassés à toute la population rassemblée pour cette occasion. Le 16 mars 1669, les biens appartenant à deux protestants, bourgeois de Metz, furent confisqués afin de se conformer aux ordres du duc de Lorraine, Charles IV.
- Seigneurie appartenant au comtes de Gourcy.
- Prévôté royale, succédant en cela à Prény, jusqu'à un édit de 1751.
- Appartint aux ducs de Lorraine jusqu'en 1766, le village étant intégré à la prévôté de Prény.
- La paroisse dépendait des prémontrés de l'abbaye de Sainte-Marie-au-Bois.
- Comptait 155 habitants en 1708, 950 en 1802 et 1729 en 1896.

Pagny fut le théâtre de durs combats au cours de la bataille de Metz en septembre 1944, opposant le XXe corps de la IIIe armée américaine à la 462e division allemande.
L'actuel groupe Mersen est issu de la Compagnie générale électrique de Nancy créée en 1891 à Pagny-sur-Moselle (Carbone Lorraine), où il a toujours une usine importante.

### Au Moyen Âge (140 hab.)
Pagny-sur-Moselle ne comporte qu'une seule rue avec quelques maisons  de paysans, deux ou trois familles de nobles et une demeure des Prémontrés, face à sa vieille église gothique du XVe siècle. Placé sur le passage des différentes armées venant attaquer le puissant château de Prény, le village subit multiple pillages, incendies et épidémies.

### XVIIIesiècle(800 hab.)
À la mort de Stanislas Leszcynski (1766), duc de Lorraine, l'ensemble de la Lorraine est définitivement rattaché à la France. Pagny-sur-Moselle devient chef-lieu de canton après la révolution de 1789.

### XIXesiècle(1 037hab.)

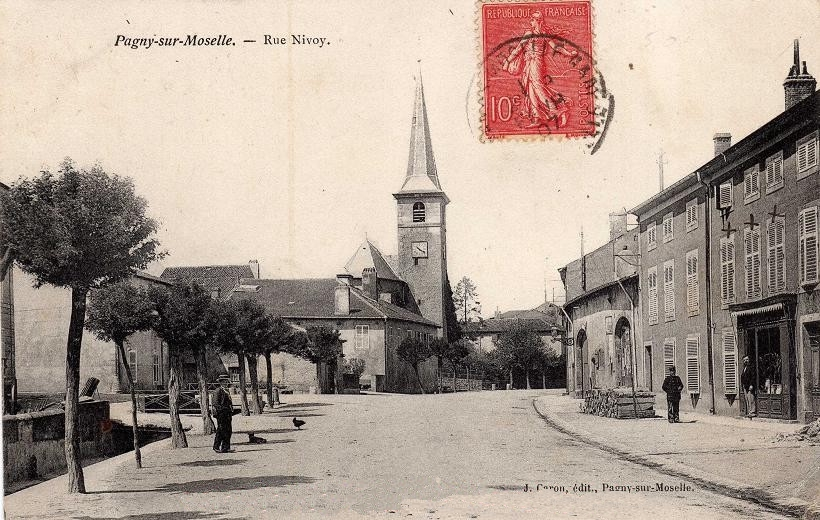
Carte postale du bourg vers 1907.

C'est la révolution industrielle. Pagny-sur-Moselle connaît un développement sans précédent. L'usine Fabius Henrion (Carbone Lorraine) est implantée ainsi qu'un important centre ferroviaire. La gare est inaugurée le 10 juillet 1850. La population se détourne de la culture au profit de l'industrie. En 1870, la France entre en guerre contre la Prusse. Pagny-sur-Moselle, commune frontière, subit l'occupation durant trois longues années.

### XXesiècle

#### Première Guerre mondiale

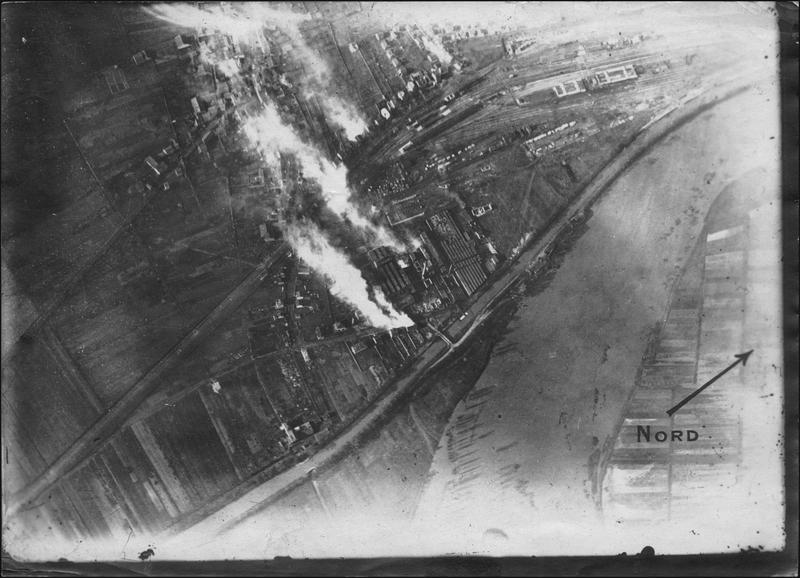
Bombardement de Pagny-sur-Moselle le 21 février 1916.

Au printemps 1918, la totalité des Pagnotins est déplacée principalement en Belgique. L'objectif pour les Allemands est d'avoir le champ libre sur l'ensemble du territoire pour se défendre des Américains.
La Première Guerre mondiale a fortement marqué Pagny qui, ville frontière, était aux premières lignes. Deux jours après la déclaration de guerre, les premiers cavaliers allemands traversaient la ville.
Le 11 août un détachement de l’infanterie allemande se rend en mairie : « J’ai l’ordre d’informer monsieur le maire que si les habitants tirent encore sur nos troupes, la forteresse du Mont Saint-Blaise bombardera la ville et tuera la population ». À peine un mois après le début de la guerre, le 24 août 1914 et pour une durée de 4 ans, sans résistance possible, Pagny est une ville occupée par les Allemands.
Des 2 400 habitants du début du siècle, beaucoup fuient et il en reste la moitié au début de l’occupation. Des évacuations de civils sont organisées par les Allemands depuis le Parc Parison. Les personnes stationnaient auprès du bunker avant que d’être évacuées vers la Belgique notamment. À la fin de la guerre, dans Pagny en ruines, il ne restait guère que 300 Pagnotins.
Un témoignage poignant d’un anonyme de Pagny en novembre 1914 nous livre une partie de cette période : « le commandant allemand loge au château de l’ancienne tannerie [la maison Parison] ; son existence est précieuse : si les Français y portent atteinte par leurs bombardements, leurs mauvais coups atteindront également leurs compatriotes. Pour en être sûr, trois hommes de Pagny seront enfermés dans une petite mansarde sous le toit, au-dessus de la chambre du commandant. Trois fois par jour, leur famille leur apportera à manger ; cette fonction d’otages durera pour les mêmes cinq jours et cinq nuits ; ensuite d’autres prendront leur place. Le même service sera fait en gare ; trois hommes de Pagny seront enfermés dans un wagon qui se tiendra en permanence jour et nuit à
l’endroit le plus habituellement bombardé… Quelle merveilleuse invention ! ». La maison comprend également un bunker en sous-sol destiné essentiellement au commandant et à ses hommes tout comme le bunker se situant en haut du parc.
Les cinq bunkers de Pagny font partie d’une vaste ligne de fortification allemande datant de 1916 appelée ligne Hindenburg visant à les assurer de contrôle de la nouvelle frontière. Les Allemands ont obligé des Pagnotins à ériger ces bunkers.
Michel Ney, historien, relate la fin de la guerre en ces termes : « L’espoir change de camp. Nous attendons l’arrivée des troupes américaines qui avancent, parait-il, de toutes parts. Le 14 septembre 1918, les Allemands ordonnent l’évacuation de Pagny. A pied jusqu’à Maizières-Lès-Metz, de là par le train, nous gagnons la Belgique. La majorité des habitants de Pagny restera à Drieslinter, dans le Brabant. C’est là que nous apprenons la folle nouvelle, le 11 novembre 1918, la guerre est enfin terminée. Nous allons pouvoir retourner au village ».
À leur retour, ils retrouveront leur village en ruines.

#### Entre-deux-guerres
Durant l'entre-deux-guerres, Pagny-sur-Moselle se reconstruit et devient une petite cité industrielle où il fait bon vivre.

#### Seconde Guerre mondiale
En 1939 éclate la Seconde Guerre mondiale. Des convois militaires sont débarqués en gare de Pagny-sur-Moselle pour la ligne Maginot. Puis il y a la défaite. Les premières unités allemandes arrivent en juin 1940. Le drapeau à croix gammée flotte sur cinq points du village. Pagny-sur-Moselle est occupée. Marcel Ney, maire de Pagny, est arrêté par les Allemands pour avoir fourni des faux papiers à plusieurs centaines de personnes. Il est déporté et fusillé en Allemagne le 5 avril 1945. Les hommes sont prisonniers en Allemagne. La ville est libérée le 16 septembre 1944. Avant que la Moselle soit traversée par les Américains, un char allemand tire régulièrement sur le village depuis Arry.

### Depuis l'après-guerre
La reconstruction commence par les écoles et la gare. Des lotissements voient le jour. Avec l'augmentation de la démographie, un collège et des maternelles sont créés.
La proximité des deux métropoles lorraines, Metz et Nancy, incite les citadins à s'installer à Pagny-sur-Moselle. Le développement de la commune continue avec le maintien de la gare TER et le renforcement des installations de la SNCF.

## Politique et administration

### Liste des maires
| Période    | Période                   | Identité                                      | Étiquette | Qualité                                                            |
| ---------- | ------------------------- | --------------------------------------------- | --------- | ------------------------------------------------------------------ |
| 1945       | 1949                      | Albert Favelin                                |           |                                                                    |
| 1949       | 1953                      | Maurice Regnier                               |           |                                                                    |
| 1953       | 1954                      | René Lamboley                                 |           |                                                                    |
| 1954       | 1959                      | Paul Protin                                   |           | Directeur du Carbone Lorraine                                      |
| 1959       | 1983                      | Jules Jeanclaude                              | Rad.      | Médecin Conseiller général du canton de Pont-à-Mousson (1964-1976) |
| mars 1983  | mars 2001                 | André Giron                                   | RPR       | Retraité du Carbone Lorraine                                       |
| mars 2001  | mars 2014                 | Christiane Contal                             | PS        | Institutrice à la retraite                                         |
| avril 2014 | En cours (au 24 mai 2020) | René Bianchin, Réélu pour le mandat 2020-2026 | DVG       | Ancien cadre                                                       |

- Malgré de nombreuses demandes précédentes, la commune de Pagny intègre seulement le 1er janvier 2014, la communauté de communes du Bassin de Pont-à-Mousson pour en devenir sa 4e commune en nombre d'habitants.

## Population et société

### Démographie
L'évolution du nombre d'habitants est connue à travers les recensements de la population effectués dans la commune depuis 1793. Pour les communes de moins de 10 000 habitants, une enquête de recensement portant sur toute la population est réalisée tous les cinq ans, les populations de référence des années intermédiaires étant quant à elles estimées par interpolation ou extrapolation. Pour la commune, le premier recensement exhaustif entrant dans le cadre du nouveau dispositif a été réalisé en 2006.

En 2022, la commune comptait 3 953 habitants, en évolution de −4,93 % par rapport à 2016 (Meurthe-et-Moselle : −0,13 %, France hors Mayotte : +2,11 %).
| 1793 | 1800 | 1806 | 1821 | 1831 | 1836  | 1841  | 1846  | 1851  |
| ---- | ---- | ---- | ---- | ---- | ----- | ----- | ----- | ----- |
| 810  | 890  | 923  | 950  | 993  | 1 049 | 1 019 | 1 012 | 1 062 |

| 1856  | 1861  | 1872  | 1876  | 1881  | 1886  | 1891  | 1896  | 1901  |
| ----- | ----- | ----- | ----- | ----- | ----- | ----- | ----- | ----- |
| 1 014 | 1 048 | 1 345 | 1 540 | 1 673 | 1 700 | 1 726 | 1 729 | 1 888 |

| 1906  | 1911  | 1921  | 1926  | 1931  | 1936  | 1946  | 1954  | 1962  |
| ----- | ----- | ----- | ----- | ----- | ----- | ----- | ----- | ----- |
| 2 139 | 2 356 | 1 925 | 2 867 | 3 099 | 2 564 | 2 704 | 2 921 | 3 301 |

| 1968  | 1975  | 1982  | 1990  | 1999  | 2006  | 2011  | 2016  | 2021  |
| ----- | ----- | ----- | ----- | ----- | ----- | ----- | ----- | ----- |
| 3 525 | 3 732 | 3 707 | 4 227 | 4 078 | 4 140 | 4 000 | 4 158 | 4 003 |

| 2022  | - | - | - | - | - | - | - | - |
| ----- | - | - | - | - | - | - | - | - |
| 3 953 | - | - | - | - | - | - | - | - |

L'augmentation en 2006 à 4 140 s'explique par la présence lors du recensement de la base-vie de SNCF Réseau pour la construction de la Ligne à Grande Vitesse est-européenne. Le retour à la normale est constaté au recensement de 2011 à la suite du démantèlement de cette même base. La commune a procédé en 2016 au recensement général de sa population avec 4 141 personnes recensées.

## Économie
Une usine du groupe Mersen, entreprise de spécialités électriques et de matériaux en graphite, est implantée à Pagny-sur-Moselle depuis 1893.

## Culture locale et patrimoine

### Lieux et monuments

#### Édifices civils

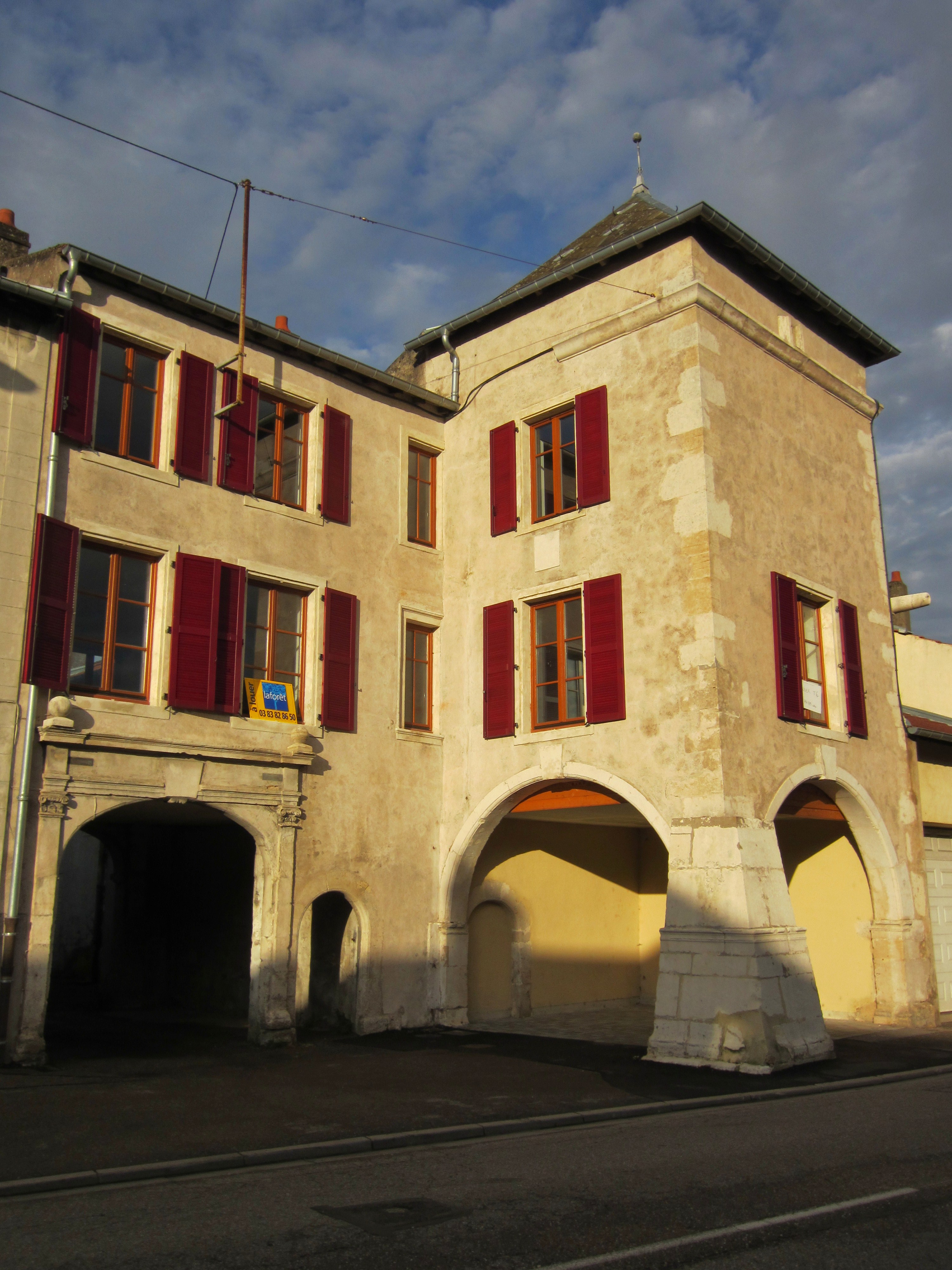
Maisons médiévales des prémontrés.

- Vestiges du Néolithique et de l'Âge du Bronze[27]
- Vestiges de villa gallo-romaine sous le cimetière actuel.
- Buste de bronze provenant de la commune (au musée de Nancy), bas-relief de pierre (au musée de Metz).
- Nécropole franque fouillée en 1869.
- Maisons médiévales fondées par les Prémontrés ayant appartenu à l'abbaye de Sainte-Marie-au-Bois, ancienne demeure des XVe siècle ou XVIe siècle, anciens pressoirs et caves dans celle face à l'église. Elle fut occupée par des religieux de l'ordre des Prémontrés mais aussi par le sieur de Bouvigny à la fin du XVIe siècle, par Siméon Bras de fer, Collignon Richard, Louis de Guise, comte de Boulay, Dominique Richard, MM. de Montignac de Xonville et le marquis de Blaincourt avant la Révolution.
- Maison natale du comte de Serre.
- Ancienne maison seigneuriale.
- 2 moulins.
- Abreuvoir 1712.
- Canal latéral de la Moselle, écluses, port.
- Maisons remarquables des rues Marcel-Ney et Théophile-Brichon issues d'une forme locale de l'Art nouveau nancéien.

#### Édifices religieux

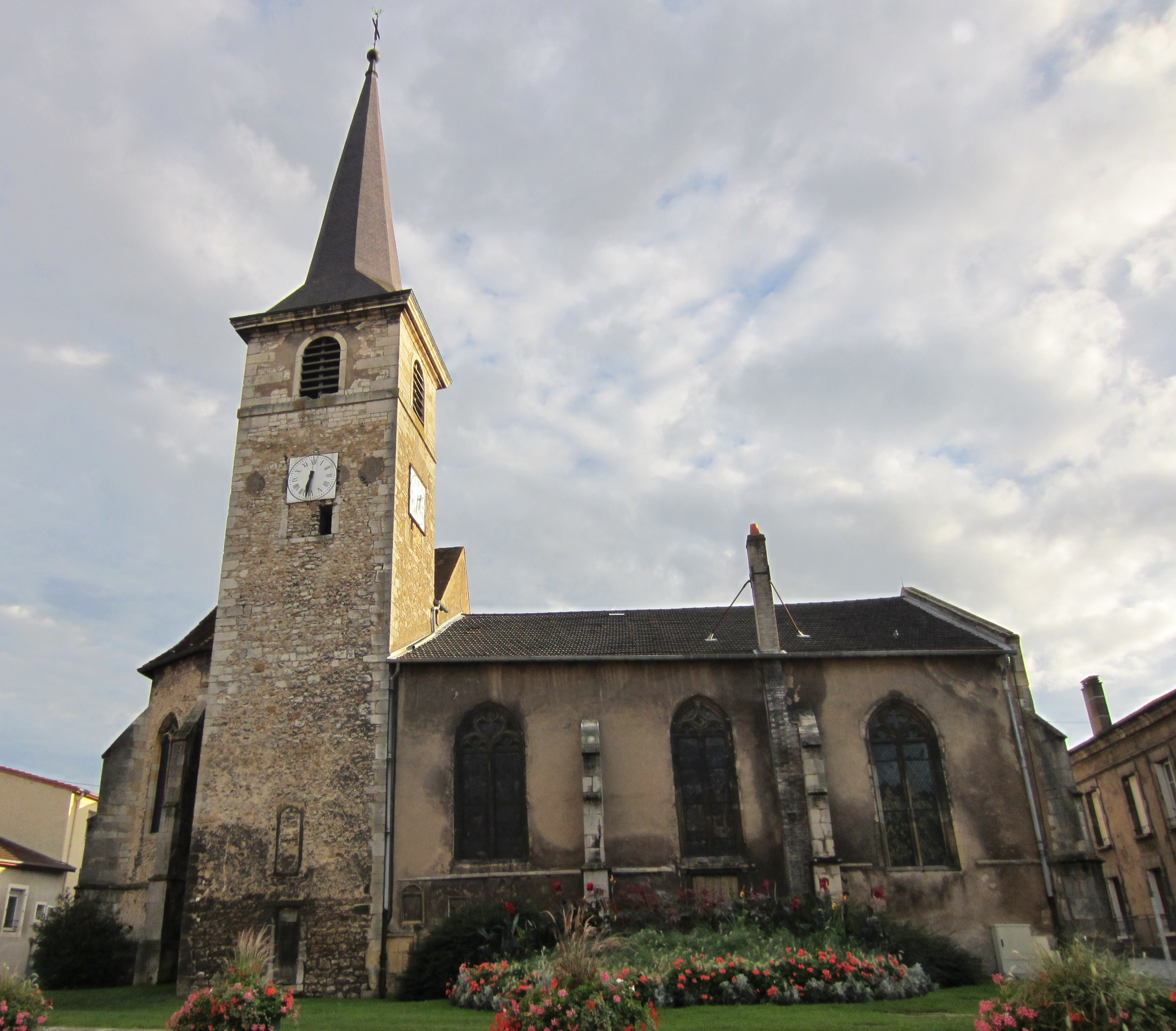
L'église Saint-Martin.

- Église Saint-Martin XVe siècle : abside voûtée en étoile* ; autels en bois sculpté XVIIIe siècle ; statues, orfèvrerie et habits sacerdotaux à la sacristie, classée au titre des monuments historiques par arrêté du 10 janvier 1920[28].
- Chapelle Notre-Dame-de-Bon-Secours construite après 1945.
- Calvaire XIXe siècle.
- Plaques funéraires XVIIIe et XIXe siècles dans l'ancien cimetière.

### Patrimoine naturel
La commune fait partie du parc naturel régional de Lorraine qui l'accompagne sur la protection de l'environnement. Avec l'aide du conseil départemental de Meurthe-et-Moselle, trois espaces naturels sensibles ont été classés à Pagny :
- L'ENS du Val de Moselle partiellement situé sur la commune géré par la commune d'Arnaville et la CC du Chardon Lorrain,
- L'ENS des près des bords de Moselle qui rassemble au sud de la commune des prairies originelles de la Moselle parmi les dernières le long du cours d'eau,
- L'ENS du bois de Pagny et du Vallon de Beaume-Haie. Accompagné par le conseil départemental à partir de 2012, la commune a acquis plus de 100 hectares de ce bois et de ce fond de ruisseau classés pour leur richesse florales et faunistiques.

En 2013 et 2014, la commune a aménagé au centre-ville, aidée par les fonds européens, le Parc Parison. Cet ancien parc arboré autour d'une maison de maître rue de la Victoire était un lieu de festivité dans lequel était par exemple organisé une kermesse annuelle. Après le départ de la famille, la commune a acquis le parc et la maison. Un jardin et un verger pédagogiques ont été aménagés dans le parc qui se veut également être un espace à orientation forestière au cœur du bâti historique de la commune.

### Personnalités liées à la commune
- François Antoine Etienne comte de Gourcy-Pagny, né en 1719, à Nancy et mort en 1805, est un prélat et intellectuel français du XVIIIe siècle.
- Léopold comte de Gourcy et du Saint Empire Romain seigneur de Pagny, Nubécourt... Grand Veneur du roi de Prusse, Frédéric II.
- Jean Vautrin (1933-2015), écrivain né à Pagny-sur-Moselle, prix Goncourt des lycéens en 1989.
- Comte Hercule de Serre (1776-1824), ministre de la Justice du cabinet Decazes puis ambassadeur de France à Naples.
- Guillaume Schnæbelé (1827-1900), commissaire spécial de police affecté à la gare de Pagny-sur-Moselle, enlevé par des policiers allemands le 20 avril 1887 en deçà de la frontière française héritée de la guerre de 1870.
- Régis Hector, auteur BD, dessinateur de presse, illustrateur.

### Héraldique
| Blason de Pagny-sur-Moselle | Blason  | Tranché : au premier d'azur au lion léopardé d'or passant en bande, au second aussi d'or à la bande de gueules chargée de trois alérions d'argent. |
| Blason de Pagny-sur-Moselle | Détails | Le statut officiel du blason reste à déterminer.                                                                                                   |